# Aeroportul Internațional Bacha Khan
Aeroportul Internațional Bacha Khan (IATA: PEW, ICAO: OPPS) este un aeroport din Khyber Pakhtunkhwa⁠(d), Pakistan ce deservește zona Peshawar. 
Situat la o altitudine de 353 m, aeroportul dispune de 1 pistă. Este operat de Pakistan Civil Aviation Authority⁠(d).

## Infrastructură

### Piste
Aeroportul dispune de o singură pistă. Pista 17/35 are suprafața de asfalt și dimensiunile 2.743 m × 45 m. 